# Любашова
Любашова (пол. Lubaszowa) — село в Польщі, у гміні Тухув Тарновського повіту Малопольського воєводства.
Населення — 780 осіб (2011).
У 1975—1998 роках село належало до Тарновського воєводства.

## Географія
У селі річка Ростувка впадає у річку Білу.

## Демографія
Демографічна структура станом на 31 березня 2011 року:
|          | Загалом | Допрацездатний вік | Працездатний вік | Постпрацездатний вік |
| -------- | ------- | ------------------ | ---------------- | -------------------- |
| Чоловіки | 382     | 81                 | 264              | 37                   |
| Жінки    | 398     | 83                 | 238              | 77                   |
| Разом    | 780     | 164                | 502              | 114                  |